# Lijst van burgemeesters van Dijk en Waard
Dit is een lijst van burgemeesters van de Nederlandse gemeente Dijk en Waard in de provincie Noord-Holland sinds haar instelling op 1 januari 2022. De gemeente ontstond op die datum door een fusie van de gemeentes Heerhugowaard en Langedijk.
| Ambtsperiode | Naam burgemeester      | Partij of stroming | Bijzonderheden |
| ------------ | ---------------------- | ------------------ | -------------- |
| 2022         | J.P. (Peter) Rehwinkel | PvdA               | waarnemend     |
| 2022 - heden | M.F. (Maarten) Poorter | PvdA               |                |